# Liste der Einträge im National Register of Historic Places im Holt County (Missouri)

Lage des Holt County in Missouri

Die Liste der Einträge im National Register of Historic Places im Holt County in Missouri führt die Bauwerke und historischen Stätten im Holt County auf, die in das National Register of Historic Places aufgenommen wurden.

## Aktuelle Einträge
| [ 3 ] | Name                                                        | Bild                                                        | Eintragsdatum        | Lage                                                                                | Ort             | Beschreibung |
| ----- | ----------------------------------------------------------- | ----------------------------------------------------------- | -------------------- | ----------------------------------------------------------------------------------- | --------------- | ------------ |
| 1     | Chicago, Burlington and Quincy Depot                        | Chicago, Burlington and Quincy Depot                        | 1978 ID-Nr. 78001648 | South State Street 40° 7′ 43″ N, 95° 13′ 52″ W                                      | Mound City      |              |
| 2     | City Hall                                                   | City Hall                                                   | 1979 ID-Nr. 79001362 | MO 111 39° 58′ 57″ N, 95° 11′ 25″ W                                                 | Forest City     |              |
| 3     | Rulo Bridge                                                 |                                                             | 1993 ID-Nr. 92000718 | Brücke des US 159 über den Missouri River nach Nebraska 40° 3′ 14″ N, 95° 25′ 14″ W | Rulo (Nebraska) |              |
| 4     | St. John’s Evangelical Lutheran Church and Parochial School | St. John’s Evangelical Lutheran Church and Parochial School | 2008 ID-Nr. 07001339 | 112 Walters Street 40° 14′ 52″ N, 95° 27′ 16″ W                                     | Corning         |              |

## Frühere Einträge
| [ 3 ] | Name                   | Bild | Eintragsdatum        | Lage                                               | Ort    | Beschreibung                     |
| ----- | ---------------------- | ---- | -------------------- | -------------------------------------------------- | ------ | -------------------------------- |
| 1     | Carroll Stagecoach Inn |      | 1983 ID-Nr. 83000993 | Östlich von Oregon 39° 59′ 21,3″ N, 95° 3′ 27,6″ W | Oregon | 1994 aus dem Register gestrichen |